# Shabeellaha Dhexe
Shabeellaha Dhexe ou Middle Shebelle (somali : Shabeellaha Dhexe, arabe : شبيلي الوسطى) est une région du sud est de la Somalie, avec façade orientale sur l'Océan Indien, limitrophe des provinces somalies de Galguduud au nord-est, de Hiiraan au nord, et de Shabeellaha Hoose et de Banaadir au sud-ouest.
La capitale n'est plus depuis 1985 Mogadiscio (Banaadir), mais Jowhar.

## Districts
Les districts sont  :
- Aadan Yabaal District
- Bal'ad District
- Cadale District
- Jowhar District

## Villes
- Adale
- Balcad
- Jowhar (capitale)
- Warsheikh

## Histoire
De 2006 à 2012 au moins, la région a été dominée par les Al-Shabbaab.